# Куллерво
Ку́ллерво (иногда Ка́ллерво) — персонаж карело-финского эпоса «Калевала», впервые опубликованного Э. Лённротом, герой-мститель.
Руны о Куллерво записал у ижор помощник Лённрота, фольклорист Даниэль Европеус, в западной части Петербургской губернии; они не встречаются среди эпических рун других прибалтийско-финских народов.

## История Куллерво
В 31 руне Калевалы описываются два брата, Калерво (Kalervo) и Унтамо (Untamo). Между ними вспыхнула ссора из-за окуней. Унтамо собрал войско и истребил весь род Калерво. Уцелела лишь одна женщина. Вскоре она родила сына и назвала его Куллерво (Kullervo). Куллерво ещё в детстве обнаружил у себя необычайную силу, и однажды Унтамо услышал, как мальчик поклялся отомстить за свой род. Злодей попытался убить сироту, но того не берёт ни вода, ни огонь. Унтамо решает сделать юношу рабом, но Куллерво за что ни берётся — всё портит и рушит. Тогда хозяин продаёт его в Карелию кузнецу Ильмаринену. В других рунах его хозяйкой оказывается злобная Сюэтар.
Жена кузнеца, дочка старой ведьмы Лоухи, отправила Куллерво пасти стадо коров. Злая красавица дала ему в дорогу хлеб с запечённым камнем. Юноша целый день пасёт стадо, а вечером, когда Куллерво начал разрезать хлеб, он ломает нож. Особенно его огорчило то, что нож был единственной памятью о погибшем отце. Куллерво загнал стадо в болото, а вместо него созвал волков и медведей и пригнал их домой, обернув коровами и телятами. Жена Ильмаринена идёт доить, и её разрывают дикие звери. Куллерво бежит из рабства, возвращается домой и узнаёт, что все его родные живы. Однако дома его никто не любит, кроме матери. Вскоре он встречает девушку и соблазняет её, не зная, что она в действительности приходится ему родной сестрой, которая потерялась в детстве. Девушка, узнав, что она родная сестра Куллерво, из стыда совершает самоубийство.
Взяв меч, подаренный богом Укко, Куллерво идёт войной на Унтамо, истребляя весь род своего врага, обращая избы в пепел. Вернувшись домой, Куллерво узнаёт, что все его родные умерли. Не выдержав горя, несчастный Куллерво вонзает меч рукоятью в землю и бросается на него.

## Влияние на культуру
- Герою посвящена симфония для оркестра, соло и хора Яна Сибелиуса «Куллерво» (1892), а также симфоническая поэма «Куллерво» Лееви Мадетойя (1913).
- История Турина Турамбара из книг «Неоконченные сказания» и «Дети Хурина» Дж. Р. Р. Толкина целенаправленно выстраивалась автором по мотивам сказаний о Куллерво. Этот же самый сюжет воплощён писателем и в незавершённой «Истории Куллерво».
- Образ Куллерво вдохновил Майкла Муркока на создание его Элрика из Мелнибонэ.
- Образ Куллерво также вдохновил и Пола Андерсона на создание романа «Сломанный Меч» (1954).
- Характерные особенности Куллерво воплотились также в одноимённом игровом персонаже Куллерво в многопользовательской компьютерной игре «Warframe»[8].